# 玛雅数字

玛雅数字

玛雅数字是玛雅文明所使用的二十进制记数系统。它們由3个符号的组合构成：零（贝形符号）、一（点）、五（横线）。例如19写作3條横线上另加4个点。玛雅文明是最早发明0的概念的文明之一。

## 大于 19 的数字
大于19的数字以20为权累进。如33写作一个点(代表20)，下加一个13(3个点+两道横线)。

## 在历法中的用法
在历法中，玛雅记数在第3位采用18进制。所以一个点下加两个0代表360，而不是400，这可能与一年有360余天相关。

## 延伸阅读
- Coe, Michael D.  4th edition (revised). London; New York: Thames & Hudson. 1987. ISBN 0-500-27455-X. OCLC 15895415.
- Díaz Díaz, Ruy.  (online reproduction). Educere (Táchira, Venezuela: Universidad de los Andes（英语：University of the Andes, Venezuela）). December 2006, 10 (35): 621–627  [2019-01-30]. ISSN 1316-4910. OCLC 66480251. （原始内容存档于2012-09-11） （西班牙语）.
- Thompson, J. Eric S. . Civilization of the American Indian Series, No. 56 3rd. Norman: University of Oklahoma Press. 1971. ISBN 0-8061-0447-3. OCLC 275252.